# بردا ، رادولییتسا
بردا (به لاتین: Brda) یک منطقهٔ مسکونی در اسلوونی است که در Municipality of Radovljica واقع شده‌است. بردا ۴۴ نفر جمعیت دارد و ۵۷۲ متر بالاتر از سطح دریا واقع شده‌است.